# ويليام إي. لي
ويليام إي. لي (بالإنجليزية: William E. Lee)‏ هو سياسي أمريكي، ولد في 8 يناير 1852 بألتون في الولايات المتحدة، وتوفي في 16 نوفمبر 1920. حزبياً، نشط في الحزب الجمهوري لمينيسوتا ‏. وقد انتخب عضو مجلس نواب مينيسوتا.